# Hidalgo (Nuevo León)
Hidalgo é um município do estado de Nuevo León, no México. 
Em 2005, o município possuía um total de 15.480 habitantes.